# كينج فيدور
كينج فيدور (بالإنجليزية: King Vidor)‏ مواليد 08 فبراير 1894 في غالفستون، تكساس، الولايات المتحدة - الوفاة 01 نوفمبر 1982 في باسو روبليس، الولايات المتحدة، كان مخرج وكاتب سيناريو أمريكي بدأ نشاطه سنة 1913. ترشّح فيدور لنيل جائزة الأوسكار لأفضل مخرج دراما في حفل توزيع جوائز الأوسكار الأول.

## الأعمال
- سعادة (1924)
- الحشد
- البطل
- القلعة
- ساحر أوز
- السماء السابعة
- كل شيء هادىء على الجبهة الغربية
- الفندق الكبير
- فتاة سيئة
- لا يمكنك أن تأخذها معك
- ضخم

## وصلات خارجية
- كينج فيدور على موقع IMDb (الإنجليزية)
- كينج فيدور على موقع الموسوعة البريطانية (الإنجليزية)
- كينج فيدور على موقع مونزينجر (الألمانية)
- كينج فيدور على موقع ألو سيني (الفرنسية)
- كينج فيدور على موقع أول موفي (الإنجليزية)
- كينج فيدور على موقع قاعدة بيانات الأفلام السويدية (السويدية)
- كينج فيدور على موقع إن إن دي بي (الإنجليزية)
- كينج فيدور على موقع قاعدة بيانات الفيلم (الإنجليزية)
- كينج فيدور على موقع كينوبويسك (الروسية)